# Autobahnkreuz Wetzlar
Das Wetzlarer Kreuz ist ein Autobahnkreuz in Hessen nahe Wetzlar. Es verbindet die Bundesautobahn 45 (Sauerlandlinie; E 40, E 41) mit der Bundesautobahn 480 (Gießener Ring). Es ist das einzige Autobahnkreuz in Deutschland, das vollständig in der aufwändigen „Malteserform“ erbaut ist.

## Geografie
Das Autobahnkreuz liegt auf dem Stadtgebiet von Wetzlar im Lahn-Dill-Kreis, an der Stadtgrenze zu Aßlar. Nächstgelegene Stadtteile sind Blasbach, Hermannstein und Naunheim, zu Wetzlar gehörig, sowie die Aßlarer Innenstadt. Es befindet sich etwa 5 km nördlich der Wetzlarer Innenstadt, etwa 13 km westlich von Gießen und etwa 45 km südöstlich von Siegen.
Das Wetzlarer Kreuz trägt auf der A 45 die Anschlussstellennummer 29, auf der A 480 die Nummer 2.

## Geschichte
Das Wetzlarer Kreuz entstand Anfang der 1980er Jahre mit dem Bau eines 3,7 km langen Abschnitts der unterbrochenen A 480, die als östliche Verlängerung der A 48 vorgesehen war. Dieses Teilstück beginnt seitdem an der Bundesstraße 277 (Anschlussstelle Aßlar) und endet rund 1,2 km nördlich des Autobahnkreuzes an der provisorischen Anschlussstelle Blasbach.
In Erwartung einer hohen Verkehrsbelastung nach Fertigstellung einer durchgehenden A 480 von Montabaur bis zum Reiskirchener Dreieck wurde das Kreuz – als einziges im deutschen Autobahnnetz – in der Bauform Malteserkreuz konzipiert. Da die A 480 jedoch nicht weitergebaut wurde, blieb die hohe Leistungsfähigkeit dieser Bauform ungenutzt.

## Bauform und Ausbauzustand
Die A 45 ist vierstreifig ausgebaut, lediglich auf einem ca. 3,7 km langen Abschnitt zwischen der Parkplatzanlage Wetzlar und dem Kreuz verläuft die Richtungsfahrbahn Dortmund dreistreifig. Die A 480 verfügt südlich des Kreuzes über vier Fahrstreifen. Nördlich sind die Vorleistungen für die A 480 vierstreifig ausgelegt, jedoch verschwenkt die Fahrbahn Richtung Norden im Kreuz auf die Gegenfahrbahn und wird zweistreifig ohne getrennte Richtungsfahrbahnen bis zum Autobahnende geführt und trifft in einem Rechtsbogen auf die L 3053. Die Vorleistungen für die Autobahn führen noch ca. 520 m weiter nach Nordosten.
Ungewöhnlich ist, dass die über die 370 m lange Engelsbachtalbrücke führende A 45 ausnahmslos alle Verbindungsrampen überquert, während bei einem Malteserkreuz üblicherweise Verbindungsrampen die oberen Stockwerke bilden. Das ist an dieser Stelle topologisch bedingt, da die A 45 das Kreuz von Norden in großer Höhe erreicht.
Obwohl das Bauwerk mit seinen insgesamt sieben Brückenbauwerken und den für hohe Geschwindigkeiten ausgelegten Rampen mit großem Aufwand errichtet wurde, kommt ihm heute verkehrstechnisch nur eine geringe Bedeutung zu. Über 90 % des Verkehrs liegt auf der durchgehenden A 45, die zwei Äste der A 480 stellen beim derzeitigen Ausbau nur zwei Anschlussstellen mit regionaler Verkehrsbedeutung dar.

## Umbau zum Autobahndreieck
Mit der im August 2024 erfolgten Schließung der beiden Auffahrrampen von Aßlar zur A 45 bzw. umgekehrt ist das Wetzlarer Kreuz funktionell kein Malteserkreuz mehr. Das Kreuz wird in den kommenden Jahren zum Autobahndreieck umgebaut.

## Verkehrsaufkommen
Das Kreuz wird täglich von rund 65.000 Fahrzeugen befahren.
| Von                     | Nach                  | Durchschnittliche tägliche Verkehrsstärke | Anteil Schwerlastverkehr |
| ----------------------- | --------------------- | ----------------------------------------- | ------------------------ |
| AS Ehringshausen (A 45) | Wetzlarer Kreuz       | 61.500                                    | 17,5 %                   |
| Wetzlarer Kreuz         | AS Wetzlar-Ost (A 45) | 54.100                                    | 18,2 %                   |
| AS Aßlar (A 480)        | Wetzlarer Kreuz       | 11.600                                    | 09,4 %                   |
| Wetzlarer Kreuz         | Autobahnende (A 480)  | 02.400                                    | 11,2 %                   |